# Stadion Swietotiechnika w Sarańsku
Stadion Swietotiechnika – nieistniejący już, wielofunkcyjny stadion w Sarańsku, w Rosji. Obiekt mógł pomieścić 14 000 widzów. Swoje mecze rozgrywała na nim drużyna Mordowija Sarańsk. W 2010 roku stadion rozebrano, a Mordowija przeniosła się na stadion Start. W 2018 roku otwarto nowy obiekt dla tego zespołu, który był również jedną z aren piłkarskich Mistrzostw Świata 2018.